# Rockhampton Region
Koordinaten: 23° 22′ S, 150° 30′ O

Die Rockhampton Region ist ein lokales Verwaltungsgebiet (LGA) im australischen Bundesstaat Queensland. Das Gebiet ist 6570 km² groß und hat etwa 80.000 Einwohner.

## Geografie
Die Region liegt im Südosten des Staats etwa 430 km westlich der Hauptstadt Brisbane.
Größte Stadt und Verwaltungssitz der LGA ist Rockhampton mit etwa 61 000 Einwohnern. Zur Region gehören folgende Stadtteile und Ortschaften: Adelaide Park, Allenstown, Alton Downs, Bajool, Bangalee, Baree, Barlows Hill, Barmaryee, Barmoya, Berserker, Bondoola, Boulder Creek, Bouldercombe, Bungundarra, Bushley, Byfield, Canal Creek, Canoona, Causeway Lake, Cawarral, Cobraball, Cooee Bay, Coorooman, Coowonga, Dalma, Depot Hill, Emu Park, Etna Creek, Fairy Bower, Farnborough, Fletcher Creek, Frenchville, Garnant, Glendale, Glenlee, Glenroy, Gogango, Gracemere, Greenlake, Hamilton Creek, Hidden Valley, Horse Creek, Inverness, Ironpot, Jardine, Johnsons Hill, Joskeleigh, Kabra, Kalapa, Kawana, Keppel Sands, Kinka Beach, Koongal, Kunwarara, Lake Mary, Lakes Creek, Lammermoor, Leydens Hill, Limestone, Limestone Creek, Marlborough, Marmor, Maryvale, Meikleville Hill, Midgee, Milman, Moongan, Morinish, Morinish South, Mount Archer, Mount Chalmers, Mount Gardiner, Mount Morgan, Mulambin, Mulara, Nankin, Nerimbera, Nine Mile, Nine Mile Creek, Norman Gardens, Oakey Creek, Ogmore, Pacific Heights, Park Avenue, Parkhurst, Pink Lily, Port Alma, Port Curtis, Ridgelands, Rockhampton City, Rockyview, Rosslyn, Rossmoya, Sandringham, Shoalwater, South Yaamba, Stanage, Stanwell, Stockyard, Struck Oil, Tanby, Taranganba, Taroomball, The Caves, The Common, The Mine, The Range, Thompson Point, Trotter Creek, Tungamull, Walmul, Walterhall, Wandal, Wattlebank, West Rockhampton, Westwood, Woodbury, Wura, Wycarbah, Yaamba, Yeppoon und Zilzie.

## Geschichte
Die heutige Rockhampton Region entstand 2008 aus der City of Rockhampton und den drei Shires Fitzroy, Livingstone und Mount Morgan. Am 1. Januar 2014 wurde der Zusammenschluss teilweise rückgängig gemacht und Livingstone Shire wurde wieder eine eigenständige LGA.

## Verwaltung
Der Rockhampton Regional Council hat elf Mitglieder. Zehn Councillor werden von den Bewohnern der zehn Divisions (Wahlbezirke) gewählt. Der Ratsvorsitzende und Mayor (Bürgermeister) wird zusätzlich von allen Bewohnern der Region gewählt.